# Čimakum jezik
Chimakum jezik (ISO 639: cmk povučen; ISO 639: xch), izumrli jezik Chimakum ili Chemakum Indijanaca koji se nekada govorio na obali Washingtona između Hood Canala i Port Townsenda.
Jezik je činio samostalnu porodicu chimakuan čiji je bio jedini predstavnik. Pleme Chimakum uništeno je 1860tih godina od strane Suquamish Indijanaca. Franz Boas je 1890 pronašao još tri govornika, a jezik je potpuno nestao negdje 1940.

## Vanjske poveznice
- Ethnologue (14th)
- Ethnologue (15th)
- Ethnologue (16th)